# Боровик, Паулина
Паули́на Боро́вик (пол. Paulina Borowik CSFN, в монашестве сестра Мария Фелицита, пол. Maria Felicyta; 30 августа 1905, Рудно, Люблинское воеводство — 1 августа 1943, Новогрудский район, Барановичская область) — блаженная Римско-католической церкви, монахиня женской монашеской конгрегации «Сёстры Святого Семейства из Назарета» (назаретанки), мученица. Одна из одиннадцати Новогрудских мучениц.

## Биография
В 1932 году вступила в женскую монашескую конгрегацию «Сёстры Святого Семейства из Назарета» (назаретанки). Новициат проходила в Гродно, там же принесла вечные монашеские обеты, приняв монашеское имя Мария Фелицита.
В 1936 году вместе с другими монахинями по просьбе епископа приехала в Новогрудок, Белоруссия. Во время массовых репрессий в августе 1943 года против мирного населения в Белоруссии предложила немецким оккупационным властям заменить собой арестованных мирных жителей и католических священников. В ночь с 31 августа на 1 сентября была арестована вместе с другими монахинями монастыря и расстреляна рано утром 1 сентября в лесу недалеко от Новогрудка.

## Прославление
5 марта 2000 года Паулина Боровик была причислена к лику блаженных римским папой Иоанном Павлом II.

## Источник
- Бронислав Чаплицкий, Ирина Осипова, Книга памяти. Мартиролог Католической Церкви в СССР, изд. Серебряные нити, М., 2000, с. 443, ISBN 5-89163-048-6